# Злотники (Каліський повіт)
Злотники (пол. Złotniki) — село в Польщі, у гміні Козьмінек Каліського повіту Великопольського воєводства.
Населення — 170 осіб (2011).
У 1975-1998 роках село належало до Каліського воєводства.

## Демографія
Демографічна структура станом на 31 березня 2011 року:
|          | Загалом | Допрацездатний вік | Працездатний вік | Постпрацездатний вік |
| -------- | ------- | ------------------ | ---------------- | -------------------- |
| Чоловіки | 85      | 19                 | 57               | 9                    |
| Жінки    | 85      | 16                 | 51               | 18                   |
| Разом    | 170     | 35                 | 108              | 27                   |